# Ясная Поляна (Сызранский район)
Ясная Поляна (чув. Ҫут Ӗшне) — опустевший поселок в Сызранском районе Самарской области в составе сельского поселения Старая Рачейка. 

## География
Находится на расстоянии примерно 2 километра по прямой на северо-восток от села Старая Рачейка.

## Население
Постоянное население составляло 2 человека (русские 100%) в 2002 году, 0 в 2010 году.